# 清水駅 (岡山県)
清水駅（しみずえき）は岡山県和気郡和気町清水に位置していた同和鉱業片上鉄道線の駅（廃駅）である。

## 歴史
- 1923年（大正12年）8月10日：開業。
  - 当時の所在地表示は岡山県和気郡本荘村清水であった。
- 1950年（昭和25年）4月1日：町制施行に伴い、所在地表示が岡山県和気郡本荘町清水になる。
- 1953年（昭和28年）4月1日：和気町（第2次）成立に伴い、所在地表示が岡山県和気郡和気町清水になる。
- 1971年（昭和46年）2月1日：無人駅化。
- 1991年（平成3年）7月1日：鉄道路線廃止に伴い廃駅。

## 駅構造
1面1線の有人駅（後に無人駅となる）で、小さな木造駅舎があった。かつては交換可能駅で、長編成の貨物列車も停車できるようになっていた。
ホームは互い違いに配置され、構内踏切で連絡されており、片上方には安全側線が設置されていた。

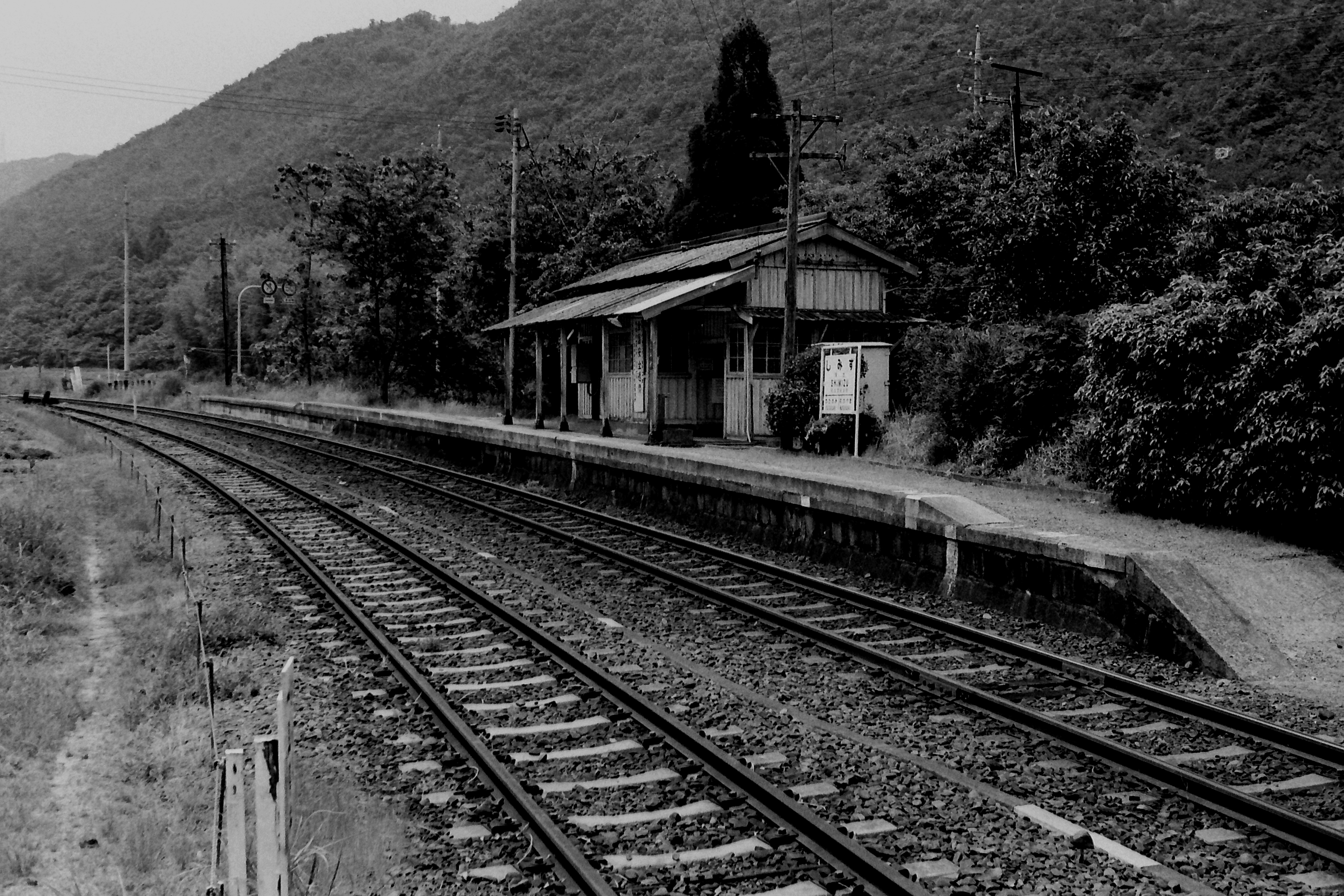
構内（1990年6月、駅舎の反対側にある線路を撤去する前）
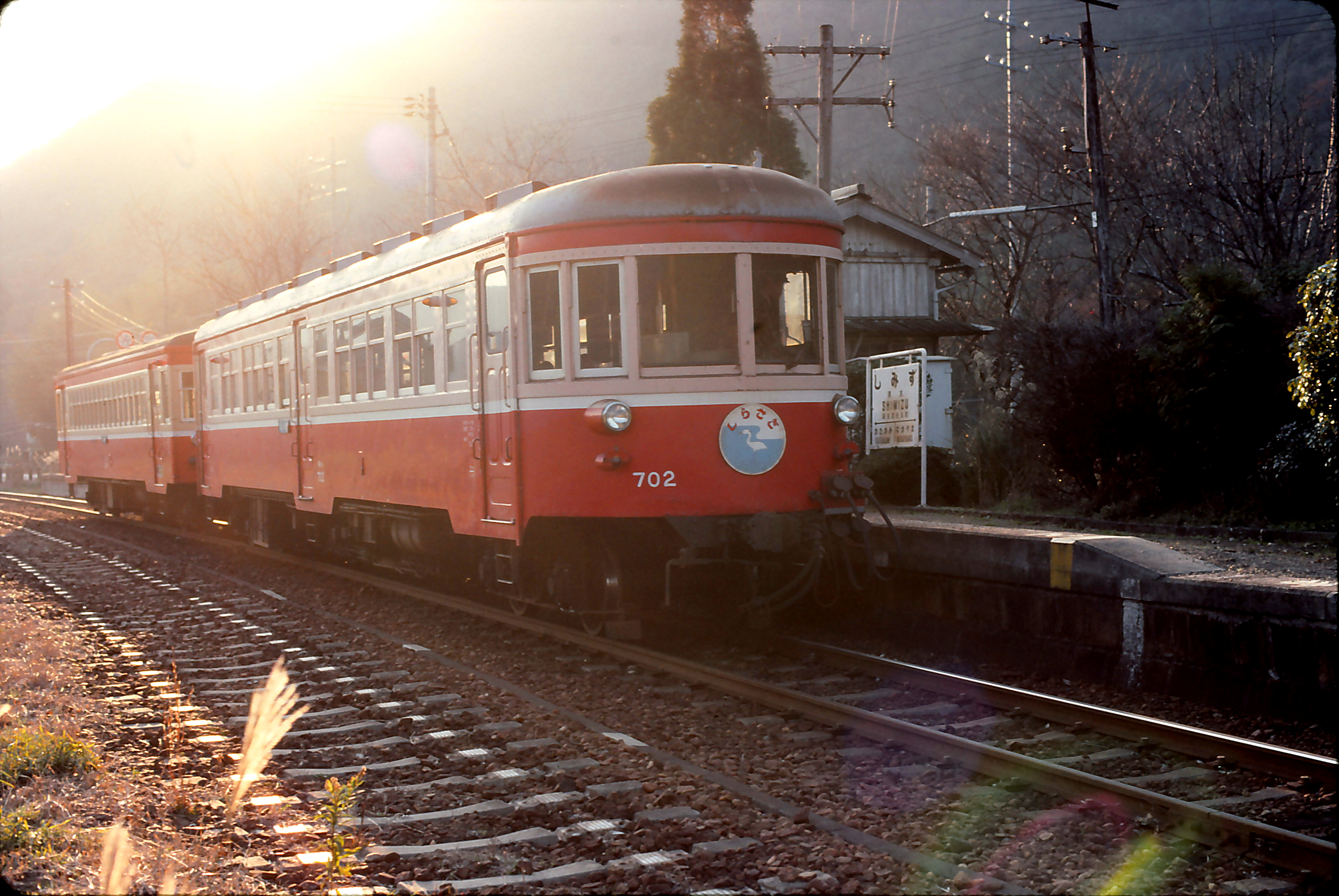
構内（1990年11月、駅舎の反対側にある線路を撤去した後）

## 隣の駅
同和鉱業
片上鉄道線
片上駅 - 清水駅 - 中山駅